# كاربينوني
كاربينونيهي ي بلدية في مقاطعة إزرنية في منطقة مليزة بجنوب إيطاليا، وتقع على بعد حوالي 30 كيلومتر (19 ميل) غرب كمبباسة وحوالي 7 كيلومتر (4 ميل) شرق إزرنية. اعتبارًا من 31 ديسمبر 2004 ، كان عدد سكانها 1273 نسمة ومساحتها 32.5 كيلومتر مربع (12.5 ميل2).
تقع البلدية على حدود البلديات التالية: كاستيلبتروسو، فروسولون، إزرنية، ماكياغودينا، باسكي (مليزة)، بيتورانيلو ديل موليز، سانتا ماريا ديل موليز، سيسانو ديل موليز.